# Almașu Mic de Munte, Hunedoara
Almașu Mic de Munte este un sat în comuna Balșa din județul Hunedoara, Transilvania, România. Din punct de vedere administrativ face parte din Comuna Balșa. De-a lungul timpului a existat si Comuna Almașu Mic de Munte, aparținând raionului Alba.

## Date geografice
Din punct de vedere geografic satul este situat in prelungirile deluroase ale Apusenilor, pe valea râului Geoagiu.
Satul are ca vecini:
- in partea de Nord-Est: Almasu de Mijloc, Almasu Mare, Nadastia, Glodul si Cibul. Zona este bogata in elemente carstice (chei si pesteri).
- la Sud-Est: Ardeul cu cheile aferente (855 m) si Balsa, centrul administrativ al comunei.
- la Sud-Vest: satele Voia, catunul Burtuca, Galbina cu varful Oancii (906 m).
- in partea de Nord-Vest: satele Valisoara (Porcurea), catunul Bunesti (astazi parasit), Oprisesti, Poiana, Poienita (Valea Iepii).